# Musikjahr 1787
Liste der Musikjahre

◄◄ | ◄ | 1783 | 1784 | 1785 | 1786 | Musikjahr 1787 | 1788 | 1789 | 1790 | 1791 | ► | ►►

Weitere Ereignisse
Dieser Artikel behandelt das Musikjahr 1787.

## Ereignisse
- Als zweites Wiener Vorstadttheater wird das Freihaustheater auf der Wieden eröffnet.

### Instrumentalmusik
- Wolfgang Amadeus Mozart: Hornkonzert Es-Dur (KV 447); 38. Sinfonie D-Dur KV 504, Uraufführung am 19. Januar; Rondo a-Moll KV 511; Streichquintett Nr.3 in C-Dur KV 515; Streichquintett Nr.4 in g-Moll KV 516; Sonate für Klavier zu vier Händen KV 521; Ein musikalischer Spaß KV 522; Eine kleine Nachtmusik (Serenade Nr. 13 für Streicher in G-Dur) KV 525; Sonate für Klavier und Violine in A-Dur KV 526;
- Joseph Haydn: 88. Sinfonie; 89. Sinfonie; Die sieben letzten Worte unseres Erlösers am Kreuze;
- Johann Ladislaus Dussek: Klavierkonzert Es op. 3 c33; 3 Sonaten in C, B und F op. 1 c27–29; 3 Sonaten F, Es, und F op. 4 c37–39; 3 Sonaten für Klavier, Violine und Violoncello
- Andreas Romberg: Messe B-Dur

### Musiktheater
- 12. Januar: Uraufführung der Oper Pirro von Giovanni Paisiello in Neapel, (Teatro San Carlo)
- 14. März: Die Uraufführung der Oper Andromeda e Perseo von Michael Haydn findet in Salzburg statt.
- 22. März: Uraufführung der Oper Toinette et Louis von André-Ernest-Modeste Grétry in Paris (Comédie-Italienne)
- 08. Juni: An der Pariser Opéra feiert die Oper Tarare von Antonio Salieri auf einen Text von Pierre Augustin Caron de Beaumarchais bei ihrer Uraufführung einen beispiellosen Erfolg.
- 14. Juli: Uraufführung der Oper Les Promesses de mariage von Henri Montan Berton an der Opéra-Comique in Paris
- 19. Juli: Uraufführung der Oper Renaud d’Ast von Nicolas Dalayrac in Paris, (Comédie Italienne)
- 08. September: Uraufführung der Oper Giunone Lucina von Giovanni Paisiello in Neapel, (Teatro San Carlo)
- 01. Oktober: Uraufführung der Oper L’arbore di Diana von Vicente Martín y Soler im Burgtheater in Wien. Das Libretto stammt von Lorenzo Da Ponte.
- 21. Oktober: Uraufführung der Oper La reggia d’Imeneo von Johann Gottlieb Naumann in Dresden
- 29. Oktober: Uraufführung der Oper Don Giovanni von Wolfgang Amadeus Mozart am Nationaltheater (Gräflich Nostitzsches Nationaltheater) in Prag
- 05. Dezember: Uraufführung der Oper La Dame invisible ou L’Amant à l’épreuve von Henri Montan Berton an der Opéra-Comique in Paris
- 26. Dezember: Uraufführung der Oper Le prisonnier anglais von André-Ernest-Modeste Grétry in Paris (Comédie-Italienne)

Weitere Werke
- Giovanni Paisiello: Zwei weiterer Opern: Il barbiere di Siviglia, ovvero La precauzione inutile; La modista raggiratrice
- Domenico Cimarosa: L’impostore punito (Oper); Volodimiro (Oper); Il fanatico burlato
- Carl Ditters von Dittersdorf: Hieronymus Knicker (Oper); Die Liebe im Narrenhause (Oper)
- Giuseppe Sarti: Alessandro nell’Indie (Oper) basierend auf einem von mehreren Komponisten vertonten Libretto von Pietro Metastasio
- Niccolò Antonio Zingarelli: Ifigenia in Aulide (Oper); La passione di Gesù Cristo (Oratorium)
- Anton Eberl: Die Marchande des Modes, (Singspiel in drei Akten) Musik verschollen
- Vicente Martín y Soler: Il sogno (Cantata);	Dodici canoni a tre voci (Vokales Bühnenwerk); XII canzonette italiane (Vokales Bühnenwerk); La Sandrina ossia La contadina in corte (Ballett).

## Geboren

### Geburtsdatum gesichert
- 01. Februar: Johann Joachim Wachsmann, deutscher Chordirigent und Komponist († 1853)
- 16. Februar: Jean-Antoine Petipa, französischer Tänzer, Choreograf und Tanzpädagoge († 1855)
- 01. März: Tobias Haslinger, österreichischer Musikverleger und Komponist († 1842)
- 13. März: Joseph Sellner, deutsch-österreichischer Oboist, Gitarrist, Komponist und Musikpädagoge († 1843)
- 07. Juli: César Malan, Lehrer, reformierter Pfarrer und Komponist von Kirchenliedern († 1864)
- 28. Juli: Anton Overmann II., deutscher Orgelbauer († 1843)
- 15. August: Alexander Alexandrowitsch Aljabjew, russischer Komponist († 1851)
- 31. August: Louis Antoine Ponchard, französischer Opernsänger († 1866)
- 11. November: Michail Wielhorski, russischer Komponist, Cellist und Mäzen († 1856)
- 17. November: Michele Carafa, italienischer Komponist († 1872)
- 17. November: Betty Kunze, deutsche Malerin und Sängerin († 1867)
- 25. November:  Franz Xaver Gruber Komponist des Weihnachtslieds Stille Nacht, Heilige Nacht († 1863)
- 04. Dezember: Johan Fredrik Berwald, schwedischer Komponist († 1861)

### Genaues Geburtsdatum unbekannt
- Michael Frey, deutscher Komponist, Geiger und Kapellmeister († 1832)
- Karl Angelus Winkhler, ungarischer Komponist und Klavierpädagoge († 1845)

### Geboren um 1787
- Giuseppe Anelli, italienischer Gitarrist und Komponist († 1865)

## Gestorben

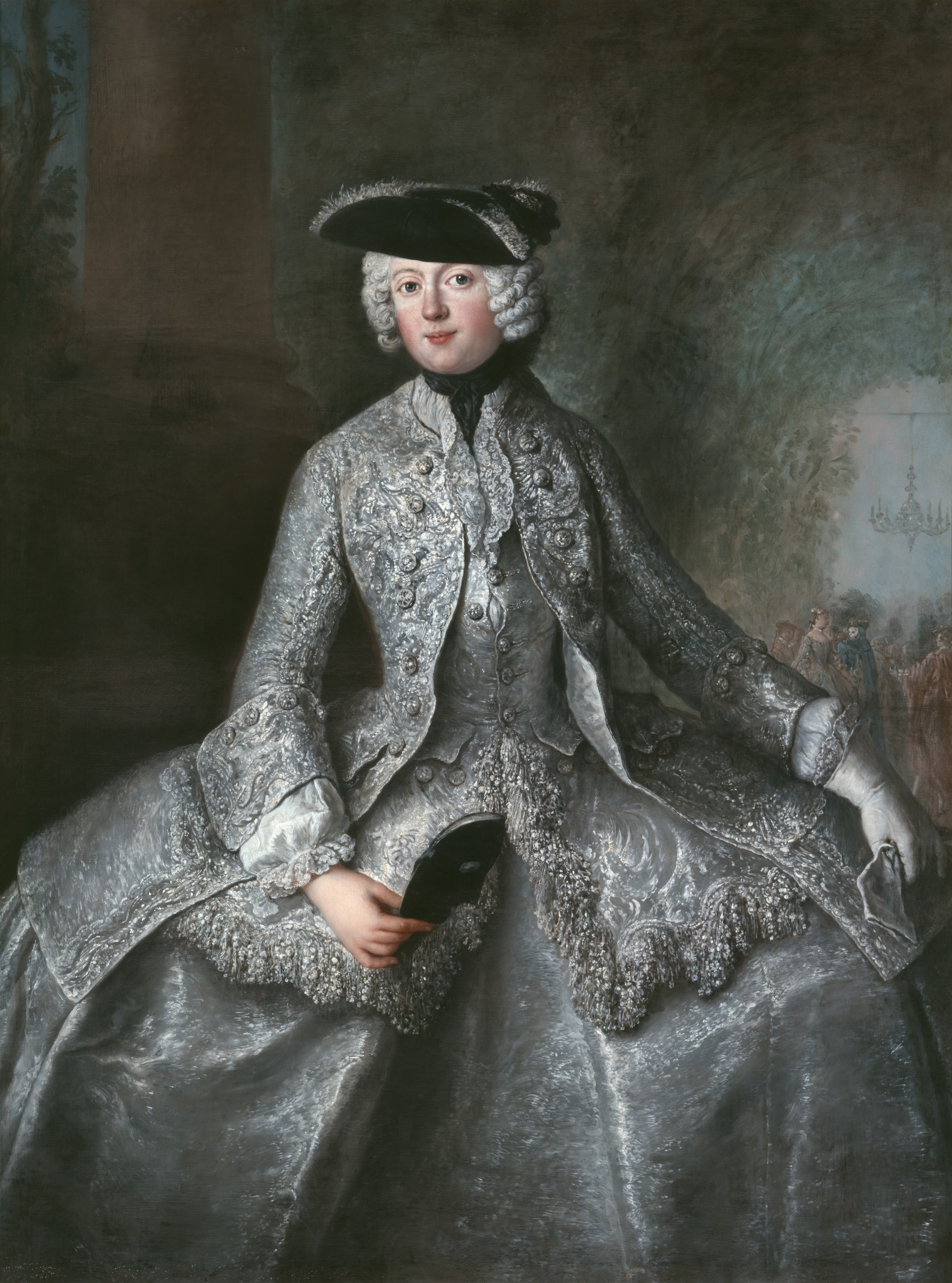
Amalie von Preußen
Leopold Mozart
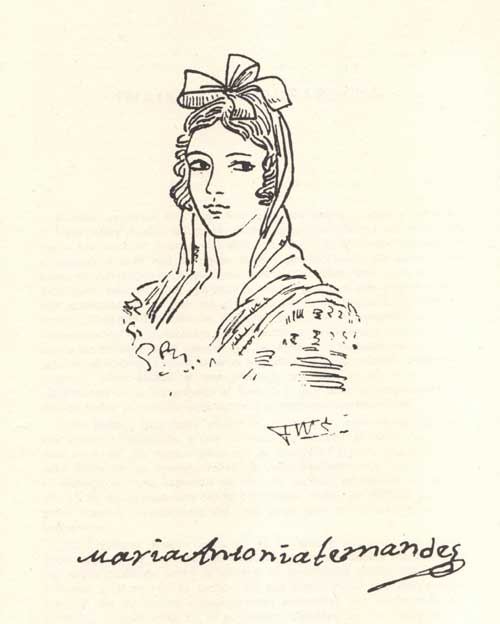
María Antonia Vallejo
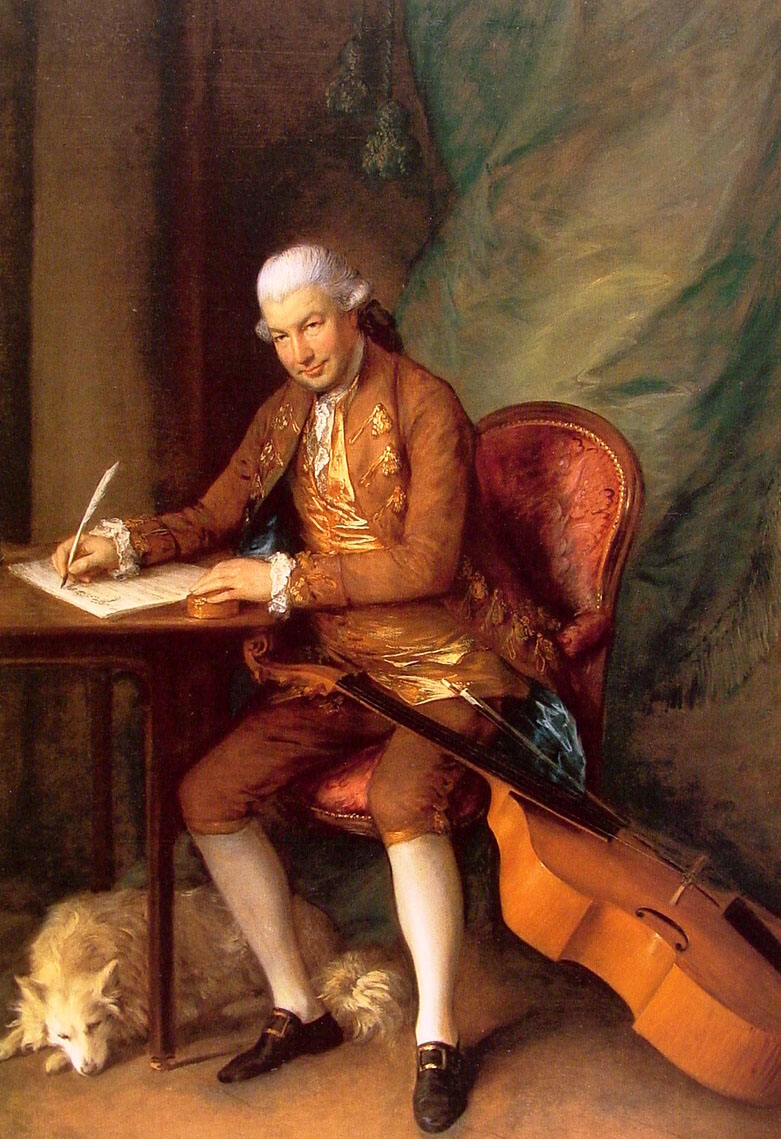
Carl Friedrich Abel
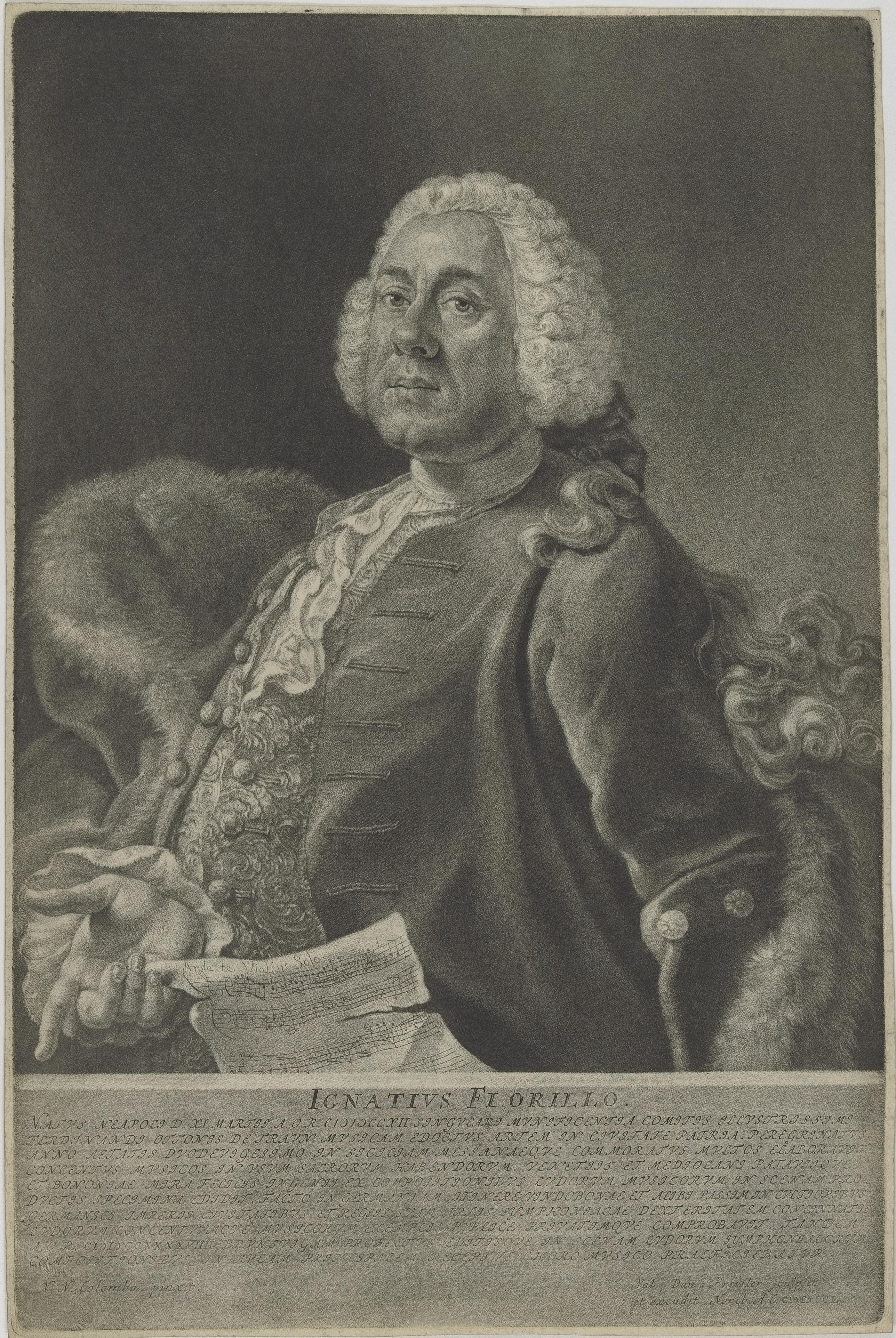
Ignazio Fiorillo
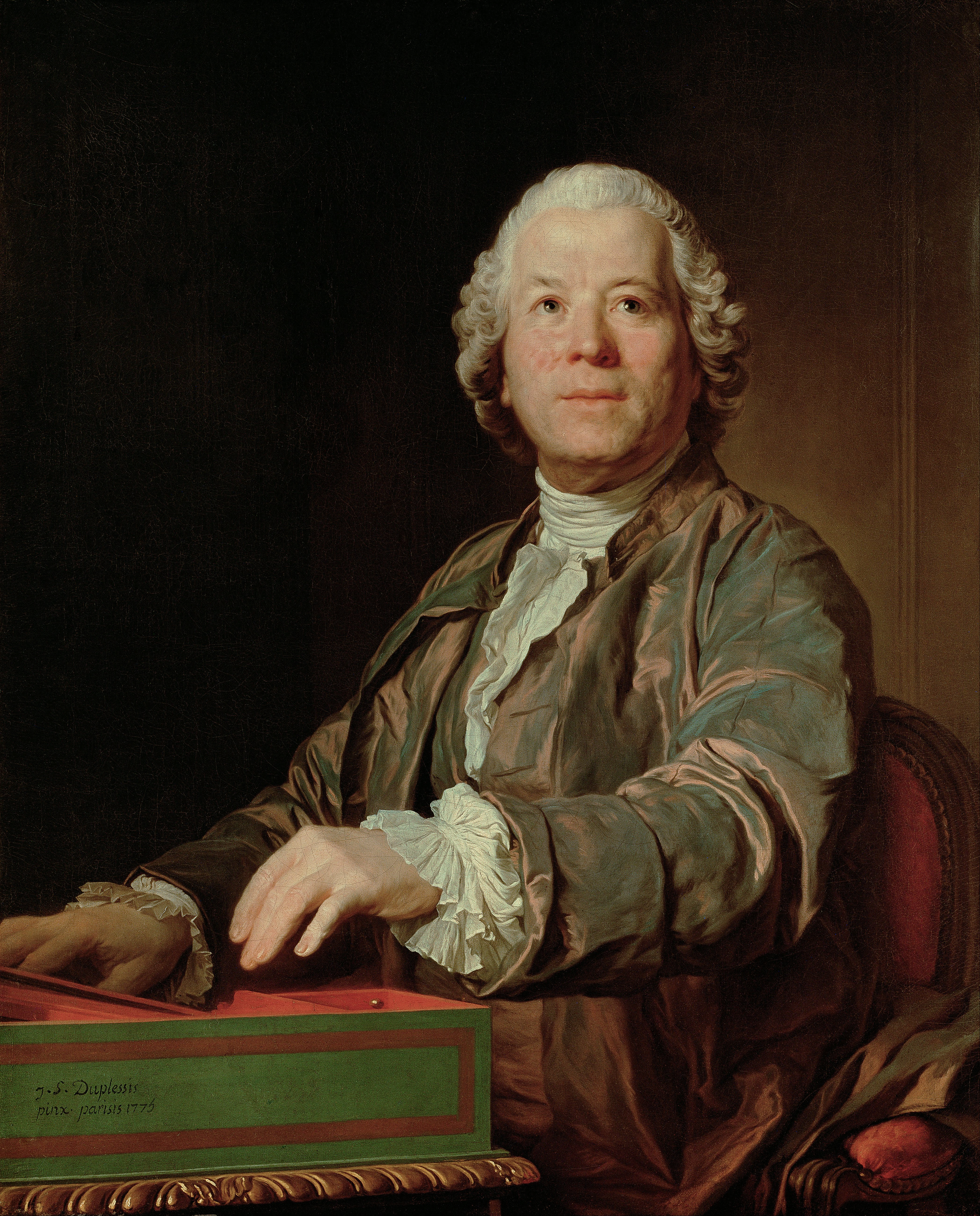
Christoph Willibald Gluck

- 16. März: Johann Christian Pfennig, deutscher Orgelbauer (* 1706)
- 30. März: Amalie von Preußen, Äbtissin des Stifts Quedlinburg und Komponistin (* 1723)
- 05. April: Adelheid Maria Eichner, deutsche Komponistin, Sängerin und Pianistin (* 1762)
- 11. April: Ulrich Heinrich Christoph Ruhe, deutscher Trompeter (* 1706)
- 22. April: Josef Starzer, österreichischer Komponist und Violinist der Vorklassik (* 1726)
- 28. Mai: Leopold Mozart, deutscher Komponist und Musikpädagoge (* 1719)
- 10. Juni: María Antonia Vallejo, spanische Schauspielerin und Sängerin (* 1751)
- 13. Juni: Josef Bárta, tschechischer Komponist (* 1744)
- 20. Juni: Carl Friedrich Abel, deutscher Komponist des Barock (* 1723)
- 00. Juni: Ignazio Fiorillo, italienischer Opernkomponist, Vertreter der sog. Neapolitanischen Schule, sowie Hofkapellmeister in Braunschweig und Kassel (* 1715)
- 17. Juli: Johann Ernst Döring, deutscher Orgelbauer (* 1704)
- 05. August: François Francœur, französischer Violinist und Komponist (* 1698)
- 03. Oktober: Johann Sartorius der Jüngere, lutherischer Pfarrer, Kirchenmusiker und Komponist (* 1712)
- 15. November: Christoph Willibald Gluck, deutscher Komponist (* 1714)
- 23. November: Anton Schweitzer, deutscher Komponist (* 1735)
- 09. Dezember: Bernhard Joachim Hagen, deutscher Komponist (* 1720)
- 21. Dezember: Matthäus Stach, deutscher Missionar und Kirchenlieddichter (* 1711)